# Circuito de Getxo 2013
Il Circuito de Getxo 2013, sessantottesima edizione della corsa e valida come evento dell'UCI Europe Tour 2013 categoria 1.1, si svolse il 31 luglio 2013 su un percorso totale di 170 km. Fu vinto dall'italiano Juan José Lobato che terminò la gara in 3h51'08", alla media di 44,13 km/h.
Al traguardo 91 ciclisti portarono a termine la gara.

## Squadre e corridori partecipanti
| N.      | Cod. | Squadra                      |
| ------- | ---- | ---------------------------- |
| 1-10    |      | non assegnati                |
| 11-20   | MOV  | Movistar Team                |
| 21-30   | EUS  | Euskaltel-Euskadi            |
| 31-40   | CJR  | Caja Rural                   |
| 41-48   | COF  | Cofidis, Solutions Credits   |
| 51-60   | SOJ  | Sojasun                      |
| 61-70   | BSE  | Bretagne-Séché Environnement |
| 71-80   | EUK  | Euskadi                      |
| 81-90   | BUR  | Burgos BH-Castilla y León    |
| 91-98   | CO4  | 4-72 Colombia                |
| 101-107 | LOK  | Lokosphinx                   |
| 111-118 | PRT  | Banco BIC-Carmim             |
| 121-129 | AND  | Androni Giocattoli-Venezuela |

## Ordine d'arrivo (Top 10)
| Pos. | Corridore           | Squadra        | Tempo    |
| ---- | ------------------- | -------------- | -------- |
| 1    | Juan José Lobato    | Euskaltel      | 3h51'08" |
| 2    | Armindo Fonseca     | Bretagne-Séché | a 4"     |
| 3    | Egoitz García       | Cofidis        | s.t.     |
| 4    | Danail Petrov       | Caja Rural     | s.t.     |
| 5    | Diego Ochoa         | 4-72 Colombia  | s.t.     |
| 6    | Fabio Felline       | Androni        | a 9"     |
| 7    | Rubén Pérez         | Euskaltel      | s.t.     |
| 8    | Erwann Corbelj      | Bretagne-Séché | a 14"    |
| 9    | Alessandro Malaguti | Androni        | s.t.     |
| 10   | Eduardo Sepúlveda   | Bretagne-Séché | s.t.     |